# Карбонатити

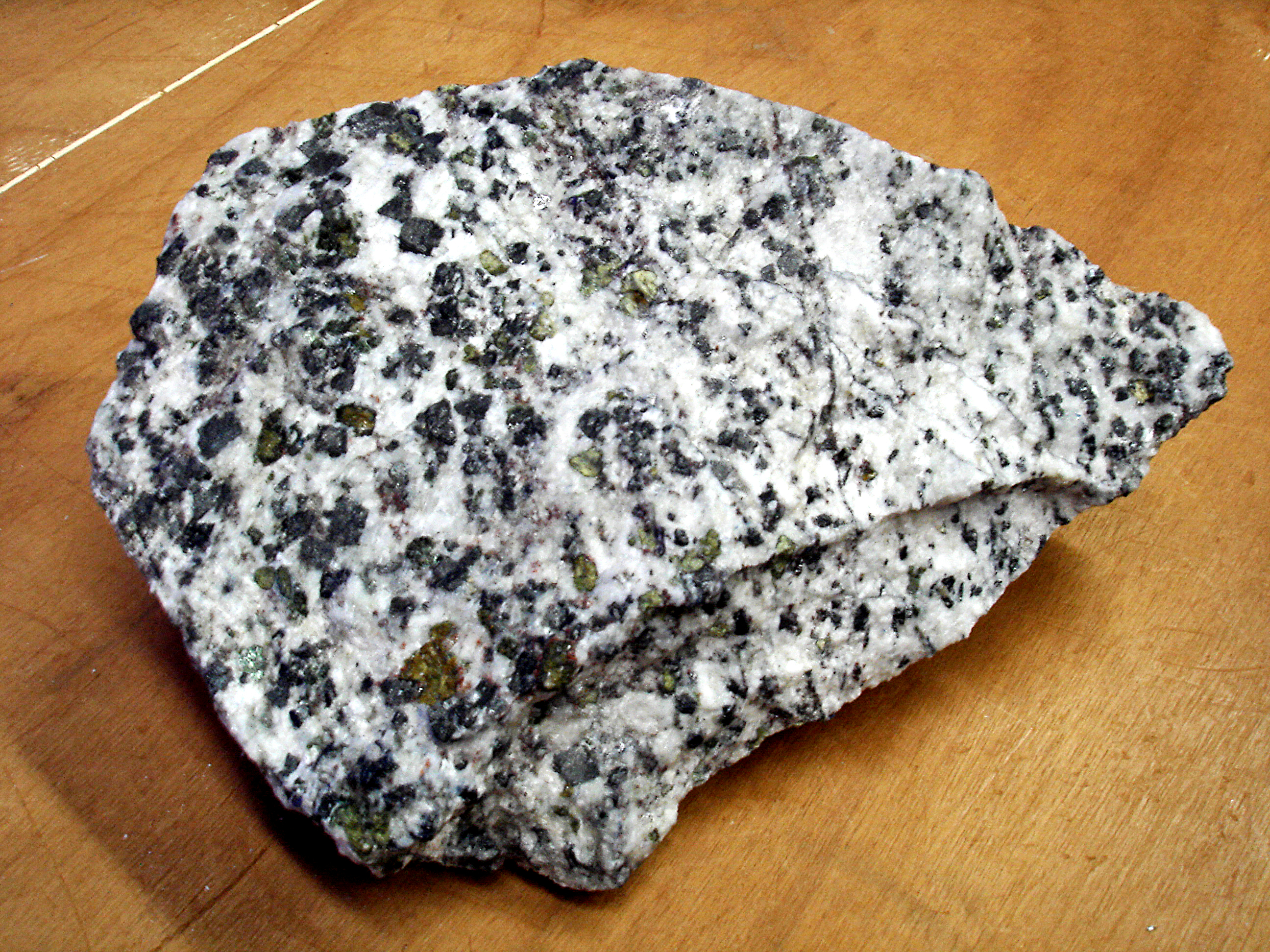
Карбонатит з Бразилії. Породотвірний білий мінерал — кальцит, чорні вкраплення — магнетит, зелені — олівін

Карбонати́ти (рос. карбонатиты, англ. carbonatites, нім. Karbonatite) — карбонатні або силікатно-карбонатні гірські породи.

## Історія
Карбонатити були вперше науково описані норвезьким петрографом і мінералогом Вальдемаром Крістофером Брьоґґером (нім. Brögger) у 1920 році в серії публікацій Норвезької академії наук. Його робота базується на відслоненнях району Фен на півдні Норвезького Телемарка (типове місце розташування).
Магматичне походження карбонатиту було детально вивчено і аргументовано шведським геологом Гаррі фон Еккерманом (1886–1969) у 1948 році на основі його дослідження комплексу Альне . Проте саме виверження вулкана Ол-Доїньйо-Ленгаї в Танзанії в 1960 році призвело до геологічних досліджень, які остаточно підтвердили думку про те, що карбонатит є похідним від магми.

## Загальна характеристика
Карбонатити — гірські породи білого або сірого кольору із зернистою структурою, що нагадує мармури.
Карбонатити складені більш ніж на 50 % кальцитом, доломітом, анкеритом тощо. Крім карбонатів, можуть бути присутні піроксен, амфібол, флогопіт, форстерит, апатит, магнетит, титаніт, лужний польовий шпат, рідкіснометальні мінерали (пірохлор, бадделеїт, бастнезит, циркон тощо). У разі їх присутності в значній кількості породу називають піроксеновим, флогопітовим, магнетитовим, апатитовим карбонатитом. Специфічна особливість складу карбонатитів — їх часте збагачення рідкісними і розсіяними елементами (ніобієм, залізом, титаном тощо).
Карбонатитові магми характеризуються дуже низькою в'язкістю. Карбонатитні розплави — це іонізовані рідини, які, на відміну від силікатних рідин, мають невелику або зовсім не схильні до полімеризації. Важливою фізичною властивістю карбонатитових розплавів є їх висока електропровідність, яка перевищує електропровідність силікатних розплавів до трьох порядків і перевищує електропровідність гідрованого матеріалу мантії до п'яти порядків. Отже, карбонатні розплави можна використовувати для пояснення підвищених аномалій провідності в глибокій області астеносфери. Потоки карбонатної лави, що виникли, нестійкі на земній поверхні і реагують, поглинаючи воду при контакті з атмосферою.

## Генезис
Карбонатити — це рідкісні, своєрідні магматичні породи. Існує три моделі їх формування:
- пряма генерація шляхом розплавів в мантії та диференціації розплаву,
- незмішуваність карбонатного і силікатного розплавів,
- своєрідне, екстремальне фракціонування кристалів.

Докази для кожного процесу існують, але ключовим є те, що це незвичайні явища. Історично вважалося, що карбонатити утворюються в результаті плавлення вапняку або мармуру в результаті вторгнення магми, але геохімічні та мінералогічні дані це ігнорують. Наприклад, ізотопний склад вуглецю карбонатитів подібний до мантії, а не до осадового вапняку.

## Поширення
Карбонатити поширені у складі складних кільцевих плутонічних лужно-ультраосновних комплексів. У кільцевих масивах карбонатити утворюють штоки, кільцеві і конічні дайки, жили, штокверки; у вулканічних породах — штоки типу «пробок». Карбонатити, як правило, найпізніші з порід, що складають кільцеві масиви і вулканічні утворення. Виявлені також ефузивні і пірокластичні карбонатити, які утворюють автономні лавові потоки, покривала з вулканічного попелу і конуси. Вважається, що карбонатити загалом — гетерогенні породи.
Всього на Землі відомо 527 місцезнаходжень карбонатитів, які знаходяться на всіх континентах, а також на островах океану. Більшість карбонатитів є неглибокими інтрузивними тілами магматичних порід, багатих кальцитом, у формі вулканічних шийок, дайок і конусних листів. Зазвичай вони виникають у зв'язку з більшими інтрузіями багатих на луги силікатних вивержених порід. Екструзивні карбонатити особливо рідкісні, відомо лише 49, і вони, здається, обмежені кількома континентальними рифтовими зонами, такими як долина Рейну та Східноафриканська рифтова система.
Супутні магматичні породи зазвичай включають ійоліт, тешеніт, лампрофіри, фоноліт, фойяїт, шонкініт, піроксеніт і нефеліновий сієніт.
Карбонатити, як правило, пов'язані з недонасиченими (з низьким вмістом кремнію) магматичними породами, які є або лужними (Na2O та K2O), двовалентним залізом (Fe2O3) і багатими цирконієм агпаїтовими породами, або бідними лугами, багатими на FeO-CaO-MgO та бідними на цирконій міаскітними породами.
Серед найбільших родовищ, пов'язаних з карбонатитами — родовища флогопіту і вермикуліту (Ковдор на Кольському п-ві, Гулинський масив — Полярний Сибір), заліза (Ковдор на Кольському п-ві; Пхалаборва в ПАР), фосфору (Пхалаборва в ПАР; Сукулу в Уганді та ін.), багаті родовища руд ніобію (Араша, Бразилія; Луеш, Демократична Республіка Конго; Ока, Канада та ін.), також родовища танталу (Нкомбва, Замбія), цирконію (Пхалаборва, ПАР), рідкісних земель (Мріма, Кенія), міді (Пхалаборва, ПАР), флюориту (Тагна, Росія), цементної і вапнистої сировини (Тороро і Сукулу, Уганда).
В Україні присутні, зокрема, в Західному Приазов'ї (Чернігівський масив)

## Застосування
Карбонатити — сировина для одержання ряду металів. Карбонатити можуть містити економічні або аномальні концентрації рідкісноземельних елементів, фосфору, ніобію-танталу, урану, торію, міді, заліза, титану, ванадію, барію, фтору, цирконію та інших рідкісних або несумісних елементів. Апатит, барит і вермикуліт є одними з промислово важливих мінералів, пов'язаних з деякими карбонатитами.
Карбонатити — збагачені мікроелементами, вони мають найвищу концентрацію лантаноїдів з усіх відомих типів порід. Найбільшими родовищами REE-карбонатитів є Баян-Обо , Маунтін-Пасс  Маоніупін  і Маунт-Велд .
Жильні відкладення торію, флюориту або рідкісноземельних елементів можуть бути пов’язані з карбонатитами і можуть розташовуватися всередині метасоматизованого ореолу карбонатиту.
Як приклад, комплекс Пхалаборва в Південній Африці видобув значну кількість міді (у вигляді халькопіриту, борніту та халькозиту), апатиту, вермикуліту разом із меншою кількістю магнетиту, ліннеїту (кобальт), бадделеїту (цирконій-гафній), а також побічним продуктом золота, срібла, нікелю і платини.